# Maureen Bisilliat
Sheila Maureen Bisilliat (Englefield Green, Surrey, 16 de fevereiro de 1931) é uma fotógrafa nascida na Inglaterra e naturalizada brasileira.

## Biografia
Filha da pintora Sheila Brannigan e de um diplomata, estudou pintura com André Lhote em Paris, em 1955, e na Art Students League de Nova Iorque, com Morris Kantor, em 1957.
Veio pela primeira vez ao Brasil em 1952, fixando-se definitivamente no país em 1957, na cidade de São Paulo. Nas palavras da fotógrafa, "o Brasil foi uma procura de raízes, que eu não tive quando criança. Nasci na Inglaterra, sim, mas vivi em muitos lugares. Meu pai era diplomata, o que me obrigou a uma vida meio camaleônica. O destino me amarrou ao Brasil. Foi um ficar querendo.".
A partir de 1962, abandona a pintura e passa a dedicar-se à fotografia. Trabalha como fotojornalista para a Editora Abril, entre 1964 e 1972 - na revista Quatro Rodas mas virá a se destacar sobretudo na extinta revista Realidade.
Entre 1972 e 1992, juntamente com seu segundo marido, o francês Jacques Bisilliat, e o arquiteto Antônio Marcos Silva, funda a Galeria de Arte Popular O Bode. Nesse período, viaja pelo Brasil em busca de trabalhos de artistas populares e artesãos, para compor o acervo da galeria. Ainda nessa época, em 1988, a pedido do antropólogo Darcy Ribeiro, Maureen, Jacques e  Antônio Marcos são convidados a atuar na formação do acervo de arte popular latino-americano da Fundação Memorial da América Latina, em São Paulo. Para isto, os três percorrem México, Guatemala, Equador, Peru e Paraguai, recolhendo peças para a coleção permanente do Pavilhão da Criatividade do Memorial, do qual Maureen se torna curadora desde então.
Maureen Bisilliat foi bolsista da John Simon Guggenheim Memorial Foundation (Estados Unidos), em  1970; do Conselho Nacional de Desenvolvimento Científico e Tecnológico (1981 - 1987), da Fundação de Amparo a Pesquisa do Estado de São Paulo (1984 - 1987) e da Japan Foundation (1987). 
A partir da década de 1980, dedica-se ao trabalho em vídeo, destacando-se o documentário de longa metragem Xingu/Terra,  rodado com Lúcio Kodato, na aldeia mehináko, no Alto Xingu.
Em dezembro de 2003, sua obra fotográfica completa, com mais de 16 000 imagens, incluindo fotografias, negativos preto e branco e cromos coloridos, nos formatos 35mm e 6cmx6 cm, foi incorporada ao acervo fotográfico do Instituto Moreira Salles.
Em 1987, Maureen Bisilliat recebeu o prêmio Melhor Fotógrafo da Associação Paulista de Críticos de Arte. Em 17 de março de 2010, foi agraciada com a comenda da Ordem do Ipiranga pelo Governo do Estado de São Paulo.

## Publicações
Publicou vários livros de fotografia inspirados em obras de grandes escritores brasileiros:
- A João Guimarães Rosa. São Paulo: Gráficos Brunner, 1969.
- A Visita, 1977, inspirado no poema homônimo de Carlos Drummond de Andrade;
- Sertões, Luz e Trevas. São Paulo: co-edição Editora Raízes e Rhodia, 1982 (inspirado no clássico de Euclides da Cunha)
- O Cão sem Plumas. Rio de Janeiro: Editora Nova Fronteira, 1983 (inspirado no poema homônimo de João Cabral de Melo Neto;
- Chorinho Doce, 1995, com poemas de Adélia Prado;
- Bahia Amada Amado. São Paulo: Empresa das Artes, 1996 (com textos de Jorge Amado).

Destacam-se ainda, de sua autoria, os livros Xingu: Detalhes de uma Cultura (São Paulo: Editora Raízes, 1978), Xingu: Território Tribal (Londres: William Collins & Sons, 1979) e Terras do Rio São Francisco (São Paulo: co-edição Editora Raízes e BEMGE, 1985).

## Exposições

### Individuais
- 1965 – Museu de Arte de São Paulo Assis Chateaubriand
- 2010 – Galeria FIESP
- 2011 – Museu Oscar Niemeyer - Curitiba

### Coletivas
- 1971 – Fotógrafos de São Paulo, Museu de Arte Contemporânea da Universidade de São Paulo
- 1975 – Xingu/Terra (Sala Especial), 13ª Bienal Internacional de São Paulo
- 1979 – Xingu/Terra, Museum of Natural History, Nova Iorque, Estados Unidos
- 1985
  - 1ª Quadrienal de Fotografia, Museu de Arte Moderna de São Paulo
  - O Turista Aprendiz (Sala Especial), 18ª Bienal Internacional de São Paulo
- 1987 – O Turista Aprendiz (Sala Especial), Salon de la Photographie, Paris, França
- 1989 – Teatro do Presídio (Sala Especial), Seção de Teatro da 20ª Bienal Internacional de São Paulo
- 1992 – Brasilien: entdeckung und selbstentdeckung, Kunsthaus, Zurique, Suíça
- 1995 – Fotografia Brasileira Contemporânea. Centro Cultural Banco do Brasil, Rio de Janeiro
- 1998 – Amazônicas. Itaú Cultural, São Paulo
- 1999 – Brasilianische Fotografie, Kunstmuseum Wolfsburg, Alemanha
- 2003 – Labirintos e Identidades: a fotografia no Brasil de 1945 a 1998, Centro Universitário Maria Antônia, São Paulo
- 2004 – Brasileiro Brasileiros. Museu Afro-Brasil, São Paulo
- 2004 – São Paulo 450 Anos: a imagem e a memória da cidade no acervo do Instituto Moreira Salles, Centro Cultural Fiesp, São Paulo